# Saïda Airport
Saïda Airport är en flygplats i Algeriet.   Den ligger i provinsen Saida, i den norra delen av landet, 300 km sydväst om huvudstaden Alger. Saïda Airport ligger 733 meter över havet.
Terrängen runt Saïda Airport är huvudsakligen kuperad, men den allra närmaste omgivningen är platt. Saïda Airport ligger nere i en dal. Runt Saïda Airport är det ganska glesbefolkat, med 40 invånare per kvadratkilometer. Närmaste större samhälle är Saïda, 7,7 km söder om Saïda Airport. Trakten runt Saïda Airport består till största delen av jordbruksmark.